# New York Volcano
New York Volcano (Disaster Zone: Volcano in New York) est un téléfilm américain réalisé par Robert Lee, et diffusé le 25 février 2006 sur Sci Fi Channel.

## Fiche technique
- Titre original : Disaster Zone: Volcano in New York
- Titre alternatif français : Volcan à New York
- Réalisation : Robert Lee
- Scénario : Sarah Watson
- Photographie : Adam Sliwinski
- Musique : Michael Richard Plowman (en)
- Société de production : Front Street Pictures
- Durée : 92 minutes
- Pays :  États-Unis

## Distribution
- Costas Mandylor (VF : Régis Reuilhac) : Matt MacLachlan
- Michael Ironside (VF : Jean-Pierre Moulin) : Andrew Levering
- Alexandra Paul (VF : Véronique Augereau) : Docteur Susan Foxley
- Michael Boisvert (en) : Ace
- Eric Breker : RJ
- Ron Selmour : Frank
- Pascale Hutton (en) : Karen
- Zak Santiago : Jose
- Robert Moloney (en) (VF : Thierry Ragueneau) : Jacob Reed
- Kaj-Erik Eriksen : Joey
- Matthew Bennett (VF : Lionel Tua) : Agent Walters
- Andrew Kavadas : Tommy
- Kenneth McNulty : Neil Kavanagh
- Tom Heaton : Hal
- Louis Chirillo (en) : Paulie